# Herr Vogt
Herr Vogt (in tedesco Herr Vogt), conosciuto anche come Il signor Vogt, è una breve pubblicazione polemica pubblicata da Karl Marx in esilio a Londra alla fine del 1860, diretta contro gli attacchi giornalistici del politico e scienziato Carl Vogt, emigrato a Ginevra. L'opera rappresenta anche un commento contemporaneo sulla situazione politica nell'Europa post-rivoluzionaria.

## Storia
Il 1 aprile 1859 Vogt inviò una lettera a vari emigranti tedeschi a Londra, tra cui il poeta Ferdinand Freiligrath e l'ex rivoluzionario del Karl Blind, in cui esprimeva il sostegno tedesco all'Austria contro Napoleone III. declinato e, ai sensi di questo programma, ha fatto una campagna per la collaborazione su un nuovo settimanale. Marx, a cui Freiligrath aveva chiesto una valutazione politica, ha liquidato il programma di Vogt definendolo stupido. Marx spiegò a Friedrich Engels che il programma rendeva impossibile lo sviluppo rivoluzionario in Germania. Blind si rivolse anche a Marx e affermò di avere prove che Vogt fosse uno di Napoleone III. Marx ha parlato delle accuse di Blind con Elard Biscamp, il direttore del quotidiano emigrato londinese, Das Volk.
Nel maggio 1859 Vogt reagì denunciando Marx sulla rivista Handelscourier di Bienne come capo di una cricca di rifugiati. All'insaputa dei redattori, Blind fece stampare un volantino anonimo dagli stampatori del popolo, in cui Vogt veniva denunciato come una spia francese.
Vogt ha quindi citato in giudizio l'Allgemeine Zeitung, ma la sua causa è stata respinta. Vogt riferì di ciò nel dicembre 1859 nel suo saggio Il mio processo contro l'Allgemeine Zeitung, dove accusava Marx e la banda dello zolfo, tra le altre cose, di offrire denaro da Londra ai partecipanti tedeschi alla rivoluzione del 1848 con la minaccia di tradire conoscenze riservate a le autorità tedesche ricattano. La Berliner National-Zeitung ha accolto con favore la scrittura di Vogt in due editoriali e ha accusato Marx di una serie di atti criminali e riprovevoli.
Marx ha quindi citato in giudizio la National-Zeitung in Prussia in tre casi, ma è stato respinto in ogni caso. Scrisse quindi una dettagliata risposta letteraria intitolata "Herr Vogt", che lo occupò da gennaio a novembre 1860.

## Edizioni
Fu pubblicato per la prima volta nel 1860 a Londra, Regno Unito, la città in cui Marx visse in esilio. Divenne presto uno dei libri di Marx più difficili da ottenere e ne arrivarono poche copie. Il continente, dove la polemica contro Carl Vogt ha avuto maggiore rilevanza. Nel 1927 una riproduzione fotografica fu pubblicata da Rudolf Liebing di Lipsia, in Germania. Nel 1961 fu pubblicato dall'Istituto di marxismo-leninismo del Comitato Centrale del Partito Socialista Unificato di Germania attraverso Karl Dietz, in uno dei volumi di delle opere complete di Marx ed Engels. Questa edizione è stata ristampata nel 1972.
In spagnolo fu pubblicato per la prima volta dall'editoriale Lautaro di Buenos Aires, in Argentina, come parte della sua raccolta, nel 1947, tradotta da Gabriela Moner; questa edizione gli ha lasciato il titolo originale. Nel 1974 apparve una seconda edizione, dell'Editoriale Zero di Madrid, in Spagna, nell'ambito della sua Biblioteca per la promozione del popolo, con il titolo "Señor Vogt" e assicurando che era la prima volta che veniva tradotta in questa lingua; è stato tradotto da Carlos Díaz. Nel 1977 Juan Pablos Editore del Messico DF, in Messico, ristampa la traduzione di Gabriela Moner, ma con il titolo "El Señor Vogt".
Fu tradotto in francese solo una volta, da Jacques Molitor, in tre volumi, nel 1927 e 1928.

## Contenuto
Il libro contiene un prologo e dodici capitoli:
1. La banda di zolfo: Vogt accusa Marx di essere a capo di un'associazione a lui intitolata, Marx la rifiuta e chiarisce la storia di quel gruppo;
2. I Bürstenheimer: questo era un nome che Vogt ha dato come sinonimo del gruppo precedente, Marx assicura che è stato inventato e chiede a Vogt di mostrare anche una delle centinaia di lettere di estorsione che gli assegna;
3. Affari polizieschi: Marx confuta le accuse di cospirazione di Vogt;
4. La lettera di Techow: risposta ad un'altra accusa di complotto, legata alla storia della Lega dei Comunisti;
5. Reggente Imperiale e Conte Palatino: breve capitolo burlesco;
6. Vogt e il diario del Nuovo Reno: sul tempo di quel quotidiano diretto da Marx e gli eventi del 1848;
7. La campagna d'Augusta;
8. Carl Vogt e i suoi saggi: analisi dell'opuscolo di Vogt;
9. Agenzia: sulla politica svizzera;
10. Imprenditori e banditi: analisi degli eventi diplomatici e degli alleati di Vogt;
11. Un processo: sul tentativo di querela di Marx contro la National-Zeitung;
12. Supplementi: vari documenti.

## Commenti
Sebbene Ferdinand Lassalle e Friedrich Engels avessero consigliato a Marx di pubblicarlo in Germania, fece stampare l'opera da un editore tedesco a Londra, con il quale accettò di condividere profitti e perdite. Tuttavia, l'editore è fallito e ha citato in giudizio Marx, che è stato poi lasciato con tutte le spese.
Dopo aver copiato il manoscritto per la stampa, la moglie di Marx, Jenny, si ammalò gravemente di vaiolo ei bambini dovettero lasciare la casa mentre Marx e la governante Helene Demuth si prendevano cura di Jenny.

## Ricezione
Spesso si rammaricava che Marx avesse rinunciato a rispondere alle accuse. Come scrive Franz Mehring:
(Franz Mehring, "Karl Marx")
Tuttavia, elogia le qualità letterarie della scrittura e attesta la spiritualità di Marx quando paragona Vogt a John Falstaff. La tremenda erudizione nella vecchia e nella nuova letteratura di Marx gli fornì frecce su frecce per scagliarle con mortale certezza contro lo sfacciato calunniatore.
Lothar Bucher ha descritto l'opera come un compendio della storia contemporanea, Lassalle l'ha definita una cosa magistrale sotto ogni aspetto ed Engels l'ha preferita all'opera di Marx "Il 18 brumaio di Luigi Bonaparte" e l'ha considerata la migliore delle opere polemiche di Marx. Successivamente, l'opera passò in secondo piano rispetto alle altre opere di Marx e non poté impedire a politici come Heinrich von Treitschke e Ludwig Bamberger di ripetere le accuse di Vogt nella loro disputa con la socialdemocrazia.
Alcune edizioni includono alla fine un articolo di Friedrich Engels intitolato "Herr Vogt Again", originariamente pubblicato nel 1871 sul Volkstaat, in cui si dice che Vogt ricevette 40.000 franchi dal governo bonapartista, di cui divenne noto quando il Secondo Impero cadde nel 1870.
David Rjazanov ha affermato che l'opuscolo di Marx era importante e che Mehring non lo apprezzava perché non ha mai partecipato al lavoro clandestino.
Horacio González pensa che il libro "Herr Vogt" sia uno degli scritti più rilevanti di Marx per il modo in cui il pensiero dialettico gioca per decifrare un intrigo del ministero degli Esteri.
Nicolás González Varela sottolinea, a proposito di questa divisione tra opinioni positive e negative, che si basano sulla separazione tra lavoro teorico astratto e lavoro politico pratico, e che questa separazione non esiste in Marx, ma che questi momenti non hanno altra forma di manifestarsi mediato dalla discussione costante che mostra di per sé la sua verità, nel senso di piena espressione di cui sono presenti determinazioni generali, e le forme particolari in cui si esprimono in ogni momento di un'azione più concreta e immediata.
Manuel Sacristán accenna alla disputa con Vogt presentando un'altra opera di Marx, "Teorie sul plusvalore", il cui sviluppo ne è stato interrotto:
(Manuel Sacristán)